# محوطه شاه ورن
محوطه شاه ورن مربوط به سده‌های اولیه دوران‌های تاریخی پس از اسلام است و در شهرستان نیر، بخش کورائیم، دهستان یورتچی غربی، روستای مجیدآباد واقع شده و این اثر در تاریخ ۲۷ بهمن ۱۳۸۷ با شمارهٔ ثبت ۲۴۵۴۴ به‌عنوان یکی از آثار ملی ایران به ثبت رسیده است.